# Elymus serpentinus
Elymus serpentinus là một loài thực vật có hoa trong họ Hòa thảo. Loài này được (L.B.Cai) S.L.Chen & G.H.Zhu mô tả khoa học đầu tiên năm 2002.